# Samsung i8910
A Samsung i8910 (ismert még OmniaHD-ként) egy multimédiás okostelefon, amit 2009. február 18-án, a 2009-es Mobile World Kongresszuson mutattak be.
A készülékben 3,7"-os OLED érintőképernyőt van 640×360 pixel felbontással, ami 16 millió szín kijelzésére képes. 8 megapixeles kamerája van és ez az első mobiltelefon, ami képes 720p-s HD videót készíteni 24 fps sebességgel. A telefonban megtalálható még a geotagging, az arcfelismerő, a mosolyfelismerő és a WDR (Wide Dynamic Range) funkció. Az i8190 Omnia HD-n a legújabb Symbian S60 Touch operációs rendszer fut, Samsung TouchWiz kezelőfelülettel.
Az Omnia HD egy 8 és egy 16 GB-os változatban is megjelent, mind a kettőnek van microSD-kártya nyílása, amely akár 16 GB-ot is kezel.

## Tulajdonságok
- DivX/XviD, MPEG4 támogatás, felirat támogatás.
- AMOLED kijelző LCD helyett.
- HD (720p) kimenet, ami kompatibilis televíziókkal a DLNA technológiával.
- S60 5th kiadás.
- Mozgásérzékelő a képernyő automatikus elforgatásához.
- Közelítéskapcsoló a képernyő automatikus kikapcsolásához.
- FM rádió RDS-sel.
- Virtuális 5.1 csatornás Dolby surround (a fejhallgatókon).
- Webböngésző Flash videó támogatással.
- Office dokumentumokat értelmezi.